# Svjatica
La Svjatica (in russo Святица?) è un fiume della Russia europea nordorientale, affluente di sinistra della Čepca. Scorre nei rajon Falënskij e Uninskij dell'Oblast' di Kirov.
La sorgente del fiume si trova sull'altopiano di Krasnogorsk, 5 km a ovest del villaggio di Mamonovo. La direzione generale della corrente è verso nord, il canale è fortemente tortuoso ed è bloccato da diverse dighe fatiscenti di centrali idroelettriche inattive; sfocia nella Čepca a 188 km dalla foce. La lunghezza del fiume è di 141 km, l'area del bacino è di 1 270 km². Nel corso inferiore, il fiume scorre a 3 km dal centro del distretto, l'insediamento di tipo urbano di Falënki.